# Muscari babachii
Muscari babachii är en sparrisväxtart som beskrevs av Eker och Mehmet Koyuncu. Muscari babachii ingår i släktet pärlhyacinter, och familjen sparrisväxter.
Artens utbredningsområde är Turkiet. Inga underarter finns listade i Catalogue of Life.